# Prosphorachaeus
Prosphorachaeus is een geslacht van kreeftachtigen uit de klasse van de Malacostraca (hogere kreeftachtigen).

## Soorten
- Prosphorachaeus galatheae (Griffin, 1970)
- Prosphorachaeus multispina Griffin & Tranter, 1986
- Prosphorachaeus suluensis (Rathbun, 1916)
- Prosphorachaeus sumbawa Griffin & Tranter, 1986